# Aeolus AX5
Aeolus AX5 — це компактний кросовер, що виробляється компанією Dongfeng Motor Corporation під суббрендом Aeolus.

## Опис

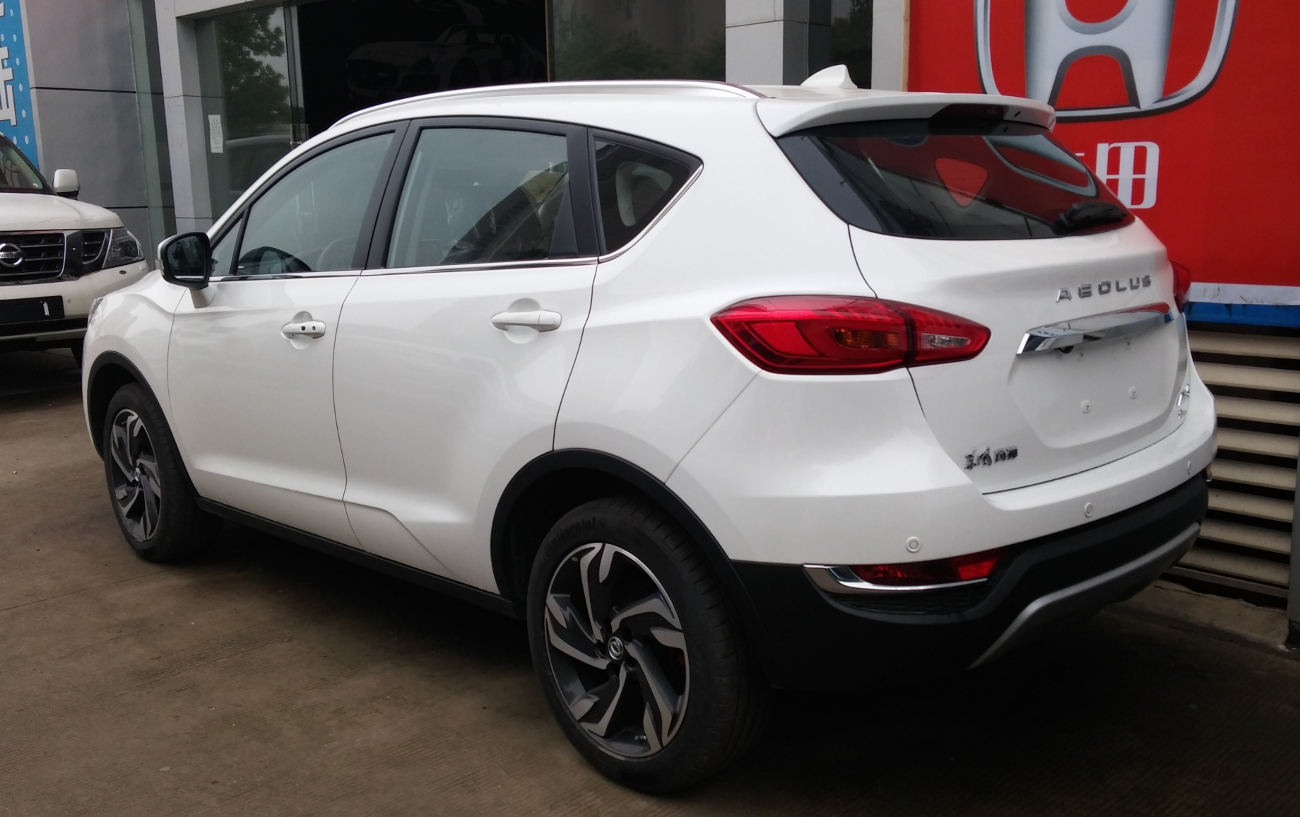

AX5 дебютував під час Пекінського автосалону 2016 року, та став доступний на ринці наприкінці 2016 року.
Він оснащений 1,4-літровим рядним чотирициліндровим турбодвигуном потужністю 140 кінських сил (103 кВт) та 196 Нм крутного моменту.  Ціни коливалися від 89 700 до 128 700 юанів.